# 今日のマーケット・明日の材料
『今日のマーケット・明日の材料』（きょうのマーケット・あすのざいりょう）は、ラジオNIKKEI第1放送で2019年4月1日から毎週月曜日から金曜日までの21時20分から21時30分に放送されているラジオ番組である。

## 概要
- 当日の金融市場の動向の紹介
- シンクタンクやアナリスト、上場企業、行政機関へのインタビュー
- 翌営業日の金融市場関連スケジュールの紹介[2]

## パーソナリティ
- 奈良明佳[3]